# ネクスト・ジェネレーション2024
ネクスト・ジェネレーション2024（英語: Next generation 2024）は、2024年10月にガーディアンが発表した2007年生まれのサッカー界の若手有望選手60人である。

## 特集選手
なお、所属は当時のものである。
| 氏名                             | 生年月日       | ポジション | 所属                                         |
| -------------------------------- | -------------- | ---------- | -------------------------------------------- |
| フランコ・マスタントゥオーノ     | 2007年8月14日  | DMF        | CAリーベル・プレート                         |
| イアン・スピアブレ               | 2007年1月1日   | WG         | CAリーベル・プレート                         |
| ジェームズ・オーヴェリー         | 2007年11月9日  | RB         | マンチェスター・ユナイテッドFC               |
| オネゲテジリ・アデイェヌグレ     | 2007年2月7日   | CF         | FCリーフェリング                             |
| コンスタンティノス・カレツァス   | 2007年11月19日 | AMF        | KRCヘンク                                    |
| モイセス・パニアグア             | 2007年8月16日  | AMF        | クルブ・オールウェイズ・レディース           |
| ガブリエウ・カルバーリョ         | 2007年8月17日  | DMF        | SCインテルナシオナル                         |
| エステバン                       | 2007年4月24日  | WG         | SEパルメイラス                               |
| リケルメ・フェリペ               | 2007年4月24日  | DMF        | フルミネンセFC                               |
| アンドレス・フェリペ・ダビラ     | 2007年2月1日   | CF         | インデペンディエンテ・メデジン               |
| ブルノ・ドゥルドヴ               | 2007年11月11日 | WG         | HNKハイドゥク・スプリト                      |
| ルカ・ヴシュコヴィッチ           | 2007年2月24日  | CB         | KVCウェステルロー                            |
| チド・オビ                       | 2007年11月29日 | CF         | マンチェスター・ユナイテッドFC               |
| ケンドリー・パエス               | 2007年5月4日   | AMF        | インデペンディエンテ・デル・バジェ           |
| クリス・リグ                     | 2007年6月17日  | DMF        | サンダーランドAFC                            |
| マティアス・シルタネン           | 2007年3月29日  | DMF        | クオピオン・パロセウラ                       |
| アイユーブ・ブアディ             | 2007年10月2日  | DMF        | LOSCリール                                   |
| ジョアン・ガドゥ                 | 2007年1月17日  | CB         | レッドブル・ザルツブルク                     |
| ラヤヌ・メッシ                   | 2007年5月23日  | LWG        | RCストラスブール                             |
| エンツォ・モベレ                 | 2007年9月18日  | WG         | オリンピック・リヨン                         |
| ヴァフタン・サリア               | 2007年8月30日  | FW         | FCディナモ・トビリシ                         |
| ヴィゴ・ゲベル                   | 2007年11月22日 | AMF        | RBライプツィヒ                               |
| フランシス・オニエカ             | 2007年4月29日  | AMF        | バイエル・レバークーゼン                     |
| シャラランポス・コストウラス     | 2007年5月30日  | CF         | オリンピアコスFC                             |
| アルハン・カカ                   | 2007年5月30日  | CF         | ペルシス・ソロ                               |
| エマヌエル・ベンハミン           | 2007年7月14日  | RB         | レアル・マドリード                           |
| フェデリコ・コレッタ             | 2007年5月29日  | FW         | ASローマ                                     |
| マッティア・リベラリ             | 2007年4月4日   | AMF        | ACミラン                                     |
| 高岡伶颯                         | 2007年3月12日  | WG         | 日章学園高等学校                             |
| マテウス・レイス                 | 2007年4月2日   | RW         | フルミネンセFC                               |
| ジェイデン・デ・グスマン         | 2007年1月16日  | MF         | PSVアイントホーフェン                        |
| シェイン・クライファート         | 2007年9月24日  | WG         | FCバルセロナ                                 |
| ダニエル・ダガ                   | 2007年1月10日  | MF         | エニンバFC                                   |
| セバスティアン・オルダーハイム   | 2007年7月8日   | AMF        | スターベクIF                                 |
| オスカー・スピーテン＝ニーサター | 2007年8月29日  | WG         | スターベクIF                                 |
| マクスロレン・カストロ           | 2007年12月8日  | WG         | スポルティング・クリスタル                   |
| アドリアン・プレボシク           | 2007年1月1日   | AMF        | MKSポゴニ・シュチェチン                      |
| ロドリゴ・モラ                   | 2007年5月5日   | AMF        | FCポルト                                     |
| ジオバニー・クエンダ             | 2007年4月30日  | WG         | スポルティングCP                             |
| アレクサンドル・ストイアン       | 2007年12月15日 | FW         | FCファルル・コンスタンツァ                   |
| タラル・ハジ                     | 2007年9月16日  | FW         | アル・リヤドSC                               |
| ミハイロ・ツヴェトコヴィッチ     | 2007年1月10日  | FW         | FKチュカリチュキ                             |
| アンドリヤ・マクシモヴィッチ     | 2007年6月5日   | AMF        | レッドスター・ベオグラード                   |
| ロレンゾ・ホアロー               | 2007年1月6日   | WG         | サン＝ルイ・サンズ・ユナイテッドFC           |
| シヤボンガ・マべナ               | 2007年2月18日  | WG         | マメロディ・サンダウンズFC                   |
| マルク・ベルナル                 | 2007年5月26日  | MF         | FCバルセロナ                                 |
| パウ・クバルシ                   | 2007年1月22日  | CB         | FCバルセロナ                                 |
| ジョアン・マルティネス           | 2007年8月20日  | CB         | レアル・マドリード                           |
| ラミン・ヤマル                   | 2007年7月13日  | WG         | FCバルセロナ                                 |
| ブレオン・クルトゥルス           | 2007年6月24日  | DF         | ハルムスタッズBK                             |
| ジョナ・クシ＝アサレ             | 2007年7月4日   | CF         | FCバイエルン・ミュンヘン                     |
| マーヴィン・アカホメン           | 2007年7月15日  | CB         | FCバーゼル                                   |
| コーセイ・マーチャ               | 2007年5月21日  | WG         | エスペランス・スポルティーブ・ドゥ・チュニス |
| エゲ・アラチ                     | 2007年2月28日  | DMF        | ガラタサライSK                               |
| ムスタファ・エルハン・ヘキモグル | 2007年4月22日  | FW         | ベシクタシュJK                               |
| キリーロ・ディヒチャル           | 2007年11月25日 | CB         | FCメタリスト・ハルキウ                       |
| ザヴィエ・ゴゾ                   | 2007年3月22日  | WG         | レアル・ソルトレイク                         |
| クリスチャン・マクファーレーン   | 2007年1月25日  | LB         | ニューヨーク・シティFC                       |
| アルフォンソ・モンテーロ         | 2007年2月23日  | CB         | ユヴェントスFC                               |
| アジズベク・トゥルキンクベコフ   | 2007年1月18日  | CB         | FCブニョドコル                               |

ソース: